# 默兹河畔邦库尔
默兹河畔邦库尔（法語：Boncourt-sur-Meuse，法語發音：[bɔ̃kuʁ syʁ møz]）是法国默兹省的一个市镇，属于科梅尔西区。

## 地理
默兹河畔邦库尔（48°48'8"N, 5°34'18"E）面积10.84 平方千米，位于法国大東部大區默兹省，该省份为法国西北部内陆省份，北与比利时接壤，西接马恩省和阿登省，南至上马恩省和孚日省，东临默尔特-摩泽尔省。
与默兹河畔邦库尔接壤的市镇（或旧市镇、城区）包括：阿普勒蒙拉福雷、日罗瓦桑、莱鲁维尔、梅克兰、默兹河桥村、圣于连苏莱科特、维尼奥。

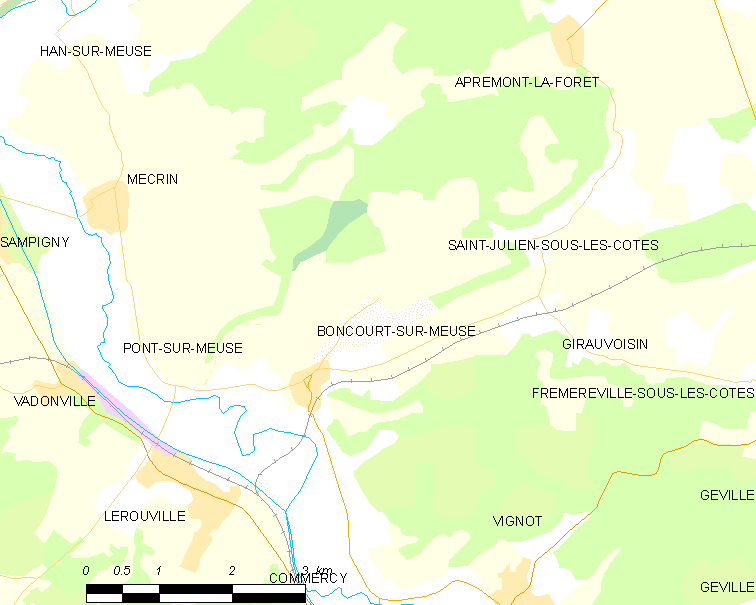
默兹河畔邦库尔的OSM定位图

默兹河畔邦库尔的时区为UTC+01:00、UTC+02:00（夏令时）。

## 行政
默兹河畔邦库尔的邮政编码为55200，INSEE市镇编码为55058。

## 政治
默兹河畔邦库尔所属的省级选区为科梅尔西县。

## 人口

1962-2008年间默兹河畔邦库尔人口变化图示

默兹河畔邦库尔于2022年1月1日时的人口数量为319人。